# Komenda Główna Milicji Obywatelskiej
Komenda Główna Milicji Obywatelskiej (KG MO) – urząd funkcjonujący w Polsce w latach 1944–1990, kierowany przez Komendanta Głównego Milicji Obywatelskiej odpowiedzialnego za nadzór pracy organów porządku publicznego na terenie całego państwa. Początkowo komenda stanowiła pion organizacyjny Resortu / Ministerstwa Bezpieczeństwa Publicznego, a od końca 1954 r. prowadziła działalność w ramach Ministerstwa Spraw Wewnętrznych. Po zmianach strukturalnych z drugiej połowy lat 60. jednostki organizacyjne Komendy Głównej Milicji Obywatelskiej wchodziły bezpośrednio w skład centrali Ministerstwa Spraw Wewnętrznych (co formalnie zatwierdzono w 1983 r.). W okresie transformacji ustrojowej miejsce struktur Milicji Obywatelskiej w ministerstwie zajęła Komenda Główna Policji.
Komenda Główna Milicji Obywatelskiej miała siedzibę przy ul. Puławskiej 148/150 w Warszawie.

## Komendanci główni
- gen. bryg./gen. dyw. Franciszek Jóźwiak (15 sierpnia 1944 r. – 8 marca 1949 r.)
- gen. bryg. Józef Konarzewski (9 marca 1949 r. – 22 września 1953 r.)
- płk Stanisław Wolański (22 września 1953 r. – 12 czerwca 1956 r.)
- gen. bryg. Ryszard Dobieszak (12 czerwca 1956 r. – 20 lipca 1965 r.)
- gen. bryg. Tadeusz Pietrzak (20 lipca 1965 r. – 31 sierpnia 1971 r.)
- płk/gen. bryg. Kazimierz Chojnacki (1 września 1971 r. – 2 maja 1973 r.)
- płk/gen. bryg. Marian Janicki (2 maja 1973 r. – 19 lutego 1978 r.)
- gen. bryg. Stanisław Zaczkowski (20 lutego 1978 r. – 21 października 1981 r.)
- gen. bryg./gen. dyw. Józef Beim (21 października 1981 r. – 30 kwietnia 1987 r.)
- gen. bryg. Zenon Trzciński (p.o.) (30 kwietnia 1987 r. – 14 maja 1987 r.)
- gen. bryg./gen. dyw. Zenon Trzciński (14 maja 1987 r. – 10 maja 1990 r.)